# Leucytyt
Leucytyt (leumafit) – należąca do foidytów skała magmowa, wulkaniczna o strukturze drobnoziarnistej i porfirowej. Głównymi minerałami są leucyt (podstawowy minerał jasny) i augit, rzadziej melilit i oliwin (podstawowe mineały ciemne). Większość odmian leucytytów zawiera 40–70% minerałów ciemnych (odmiany te nazywa się melaleucytytem), odmiany jasne, mające poniżej 40% składników ciemnych zwą się leukoleucytytem.